# 주문도
주문도(注文島)는 인천광역시 강화군 서도면에 위치한 4개의 섬 중 하나로, 서도면의 면사무소가 위치하고 있다.

## 시설과 교통

### 시설
주문도의 주요 명소로는 강화 서도중앙교회와 서도교회, 대빈창과 뒷장술 해수욕장이 있으며, 살꾸지 선착장은 낚시터로도 유명하다.
숙박시설로는 다수의 민박과 펜션이 존재하며 예약시 요청하면 차량으로 선착장에서 숙박시설까지 태워다 주기도 한다. 주문도 선착장에는 마트가 있으며 주문1리에도 하나로마트 간이지점이 있다.

### 교통
주문도는 강화도 외포리 선착장에서 표를 끊고 삼보12호를 타면 볼음도와 아차도를 지나 1시간 40분후에 도착할 수 있다. 외포리 선착장보다 가까운 30분 거리에 위치한 살꾸지 선착장도 완공을 앞두고 있다.